# In-vitro-Fertilisation
Die In-vitro-Fertilisation (IVF) – lateinisch für „Befruchtung im Glas“ – ist eine Methode zur künstlichen Befruchtung. Sie wurde in den 1960er und 1970er Jahren von Robert Edwards, der 2010 dafür den Nobelpreis für Medizin erhielt, Jean Purdy und Patrick Steptoe entwickelt. In Deutschland ist diese Behandlung zulässig, wenn bei einem (Ehe-)Paar ein Jahr lang trotz regelmäßigem, ungeschütztem Geschlechtsverkehr die Schwangerschaft ausbleibt oder eine Präimplantationsdiagnostik (PID) angezeigt ist.

## Ablauf der In-vitro-Fertilisation

### Spermien- und Eizellen-Gewinnung
Überprüfung auf Fehler im Erbgut: Bei Verdacht auf Erbkrankheiten erfolgt im Regelfall eine genetische Untersuchung zur Feststellung des Karyotyps – Chromosomenuntersuchung – normaler Karyotyp Frau 46 XX, Mann 46 XY, abweichender Karyotyp z. B. bei Klinefelter-Syndrom 47XXY, sowie eine Untersuchung auf schwere vererbbare Krankheiten (z. B. Mukoviszidose, die auf Fehlern in bestimmten Abschnitten von Chromosom 7 beruht; Azoospermiefaktor (AZF, beim Mann)).
Downregulation: Durch die Gabe bestimmter Medikamente wie GnRH-Analoga/-Agonisten, GnRH-Antagonisten oder der Antibabypille wird die Eigentätigkeit der Eierstöcke gedrosselt, damit anschließend durch die hormonelle Stimulation mehr als eine Eizelle gewonnen werden kann.
Ovarielle Stimulation: Durch Hormongabe (FSH-Präparate) werden mehrere Eizellen zur Reifung stimuliert; optimal ist einer britischen Studie zufolge die Reifung von 15 Eizellen. Die Frau injiziert sich ca. elf Tage lang (abhängig vom Follikelwachstum) mit einer Spritze oder einem sogenannten Pen Follikelstimulierendes Hormon (FSH) in einer festgelegten Dosis subkutan, d. h. unter die Haut (Bauch).
Überprüfung der Spermien: Spermien werden auf Dichte/Konzentration (Anzahl), Morphologie (Form), Motilität (Beweglichkeit) und Infektionen (Bakterien, Chlamydien) überprüft. Kriterien für ein normales Spermiogramm nach WHO-Kriterien 2010: Spermien-Dichte 15 Mio./ml, progressive (lineare) Motilität 32 %, normale Morphologie 4 %
Überwachung des Follikelwachstums: Ab dem 6. Zyklustag werden die Follikel mittels Ultraschall überwacht. Die Bauchdecke der Frau kann sich leicht anspannen. Am 9. Zyklustag (Ultraschall) wird entschieden, wann die Eizellen entnommen werden (abhängig von der Follikelgröße).
Auslösung des Follikelsprungs: Der Follikelsprung (Ovulation) wird durch das Schwangerschaftshormon HCG ausgelöst. Dies ist möglich, da HCG eine große strukturelle Ähnlichkeit mit LH hat, dem Hormon, welches im natürlichen Zyklus den Eisprung auslöst.
Follikelpunktion: Die Follikelflüssigkeit wird transvaginal, ultraschallgesteuert mit einem stabförmigen Schallkopf, der mit einer Punktionsnadel versehen ist, aus den einzelnen Follikeln punktiert.
Spermiengewinnung: Spermien zur Befruchtung der Eizelle werden zumeist parallel zur Eizellenpunktion durch Masturbation oder einen mikrochirurgischen Eingriff (TESE, s. u.) gewonnen.

### Befruchtung
Die gewonnenen Eizellen werden befruchtet. Dies gelingt mit einer Erfolgsrate von ca. 50 % bis 70 %. Dazu gibt es vier Methoden.

#### In-vitro-Fertilisation (IVF)
Die Eizellen werden mit dem aufbereiteten Sperma in einem Reagenzglas zusammengebracht. Es findet eine spontane Befruchtung statt. So erfolgt eine natürliche Selektion der mobilen und schnellen Spermien.

#### In-vitro-Maturation (IVM)
Bei der In-vitro-Maturation, einer experimentellen Technik, werden unreife Eizellen im Labor herangereift, wenn sie ein gewisses Reifestadium erreichen (Metaphase II). Im Gegensatz zur IVF ist bei einer IVM keine oder nur eine sehr niedrig dosierte Hormonbehandlung zur Stimulierung der Ovarien notwendig. Die Methode sei daher eine Alternative für Patientinnen, bei denen das Risiko eines ovariellen Überstimulationssyndroms besteht.

#### Intrazytoplasmatische Spermieninjektion (ICSI)

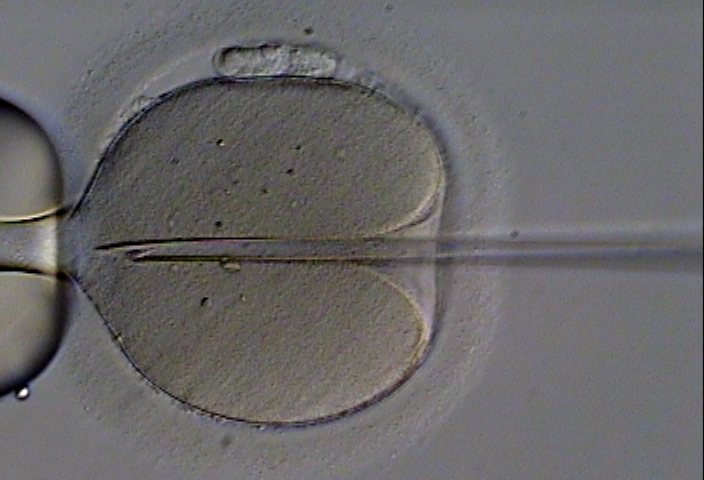
Bei der intrazytoplasmatischen Spermieninjektion wird das Spermium mit einer Pipette (rechts) in die mittels einer Haltepipette (links) fixierte Eizelle eingebracht.

Die ICSI wird bei gestörter Beweglichkeit der Spermien, Spermien-Antikörpern oder sehr niedriger Spermienanzahl im Ejakulat verwendet. Eine weitere Indikation ist die ausgebliebene Befruchtung bei der klassischen In-vitro-Fertilisation (siehe oben) trotz unauffälliger Samenparameter. Bei der ICSI wird ein einzelnes Spermium unter mikroskopischer Sicht mittels eines Mikromanipulators in die vorbereitete Eizelle injiziert. Diese Behandlung wird auch bei Männern empfohlen, die eine Vasektomie hatten sowie Betroffenen einer ansteckenden Geschlechtskrankheit (HIV, Hepatitis usw.) und Krebspatienten, deren Sperma nach einer Chemotherapie beeinträchtigt wurde.
Eine Sonderform stellt die Intracytoplasmic Morphologically Selected-Sperm Injection (IMSI) dar, bei der das verwendete Spermium unter einem hochauflösenden Mikroskop anhand morphologischer Kriterien ausgesucht wird. In einer prospektiven Studie an 446 Paaren mit verminderter Spermienqualität des Mannes und mindestens 3-jährigem Kinderwunsch bei erfolglosen vorherigen ICSI-Versuchen, zeigte sich unter Anwendung der IMSI im Vergleich zu einer ICSI eine signifikant höhere Schwangerschaftsrate (29,8 % IMSI versus 12,9 % ICSI) und niedrigere Abortrate (17,4 % IMSI versus 37,5 % ICSI). Auch neuere Studien können diesen Trend bestätigen, wenngleich dies kontrovers diskutiert wird, dabei kommt es jedoch nicht auf die Beurteilung der Embryonenqualität an Tag 2, sondern eher an Tag 5 an.
Diskutiert wird ferner die Selektion von Spermien ohne DNA-Fragmentierung und Vakuolen als einer der Vorteile der IMSI.

#### Testikuläre Spermienextraktion mit ICSI (TESE-ICSI)
Dasselbe Vorgehen wie bei der ICSI, jedoch werden die Spermien nicht aus dem Ejakulat, sondern aus einer Hodenbiopsie gewonnen. Verwendung findet es bei einem Verschluss der ableitenden Samenwege und bei Azoospermie, die nicht auf einem Verschluss der ableitenden Samenwege beruht.

#### Mikrochirurgische Epididymale Spermatozoenaspiration (MESA-ICSI)
Entspricht ebenfalls dem ICSI-Vorgehen, wobei die Spermien unter Verwendung eines Operationsmikroskops direkt aus dem Nebenhoden (Epididymis) gewonnen werden. Indikation ist wie auch bei der TESE die Verschlussazoospermie (=Fehlen reifer sowie unreifer Spermien im Ejakulat durch Verschluss der Samenzellwege, normalem Hodenvolumen und normalem FSH-Spiegel).

### Nachbefruchtungsphase und Embryonentransfer
Kultur der Embryonen: Zygoten werden im Brutschrank kultiviert und einer Qualitätskontrolle unterzogen.
Embryonentransfer: Optimalerweise wird ein Embryo in den Uterus transferiert. Dies geschieht entweder am zweiten Tag nach Befruchtung (4-Zell-Stadium) oder am fünften Tag nach Befruchtung (Blastozysten-Stadium). Überzählige imprägnierte Eizellen im Vorkernstadium (ca. 16–20 h nach Befruchtung zunächst zwei Vorkerne – jeweils Genmaterial aus Samen- und Eizelle) oder Embryonen (in Deutschland nur als Notfallmaßnahme erlaubt) können in flüssigem Stickstoff tiefgefroren (Kryokonservierung) werden. Im Allgemeinen wird empfohlen, nur einen Embryo zu transferieren (Single Embryo Transfer). Dadurch wird versucht, das Risiko von Mehrlingen zu senken, ohne dass dabei die Schwangerschaftsraten davon beeinträchtigt werden.
Zeit bis zum Schwangerschaftstest: 14 Tage nach der Follikelpunktion kann ein Schwangerschaftstest mit sicherer Aussage (Blutentnahme, HCG-Bestimmung) durchgeführt werden.
Die Erfolgsrate, ein Kind auszutragen, liegt bei ungefähr 20–40 % und ist in hohem Maß vom Alter der Frau zum Zeitpunkt der Eizellentnahme abhängig.
Kommt es trotz mehrfachen Transfers von Embryonen nicht zu einer Schwangerschaft, so spricht man von „Implantationsversagen“. Es gibt eine Reihe von Behandlungsansätzen, die die Einnistung sowie die Lebendgeburtenrate verbessern sollen. Dazu gehört auch das Endometrium Scratching. Dabei wird im Zyklus vor dem Embryotransfer die Gebärmutterschleimhaut mit einer kleinen Pipelle angeritzt und stimuliert. Die Wirksamkeit der Methode ist nicht belegt.

## Rechtliche und ethische Probleme

### Elternkombinationen
Bei der IVF ist es möglich, dass die genetische und die soziale Elternschaft auseinanderfallen. So ist es im Extremfall denkbar, dass die Eizelle einer Spenderin mit der Samenzelle eines Spenders befruchtet und die auf diese Weise entstandene Zygote einer Leihmutter eingesetzt wird. Zusammen mit den sozialen Eltern ist hier also die (Teil-)Elternschaft von bis zu fünf Personen denkbar.
Derartige Kombinationen sind allerdings ethisch problematisch. In manchen Ländern sind Eizellspenden und/oder Leihmutterschaften deshalb verboten, in vielen anderen gesetzlich geregelt. In Polen scheiterte die katholische Kirche 2009 mit einer Initiative, IVF gesetzlich verbieten zu lassen. In Deutschland sind sowohl die Eizellspende als auch die Leihmutterschaft durch das Embryonenschutzgesetz verboten. Dagegen ist die Samenspende erlaubt, was angesichts des Gleichbehandlungsgrundsatzes kritisch diskutiert wird. Werden die Samen des Partners verwendet, spricht man von „homologer“, bei der Verwendung von Samen dritter (meist unbekannter) Spender von „heterologer“ Samenspende.

### Erzeugung und Übertragung mehrerer Embryonen
Eine weitere Problematik betrifft die Erzeugung überzähliger Embryonen. Die künstliche Befruchtung wird, um die Wahrscheinlichkeit einer Schwangerschaft zu erhöhen, meist an mehreren Eizellen durchgeführt. Die so entstandenen Zygoten werden jedoch oft nicht alle in die Gebärmutter der Frau eingesetzt. Wie mit den „überschüssigen“ Embryonen umgegangen wird bzw. werden soll, ist ein ethisch-moralisches Problem, das in vielen Ländern unterschiedlich gehandhabt wird.
Zum großen Teil werden diese Embryonen „verworfen“, also abgetötet, zum kleinen Teil im Rahmen der umstrittenen Embryonenforschung verwendet: Beides ist in Deutschland aufgrund des Embryonenschutzgesetzes allerdings verboten. Eine andere Möglichkeit, die überzähligen Embryonen zu bewahren, ist die Kryokonservierung, bei der die Embryonen in flüssigem Stickstoff konserviert und für eine spätere Behandlung aufbewahrt werden.
Um dem Problem der in Deutschland verbotenen Verwerfung entwicklungsfähiger Embryonen und der Erzeugung von Embryonen „auf Vorrat“ zu begegnen, dürfen imprägnierte Eizellen im sogenannten Vorkernstadium, also vor der Verschmelzung des mütterlichen und väterlichen Erbguts, zulässigerweise kryokonserviert werden. Diese imprägnierten Eizellen können später aufgetaut werden und sich zu Embryonen entwickeln, die in die Gebärmutter übertragen werden.

### Abtötung überzähliger Embryonen
Bei einer Mehrlingsschwangerschaft mit mehr als drei Föten besteht Gefahr sowohl für die körperliche (Eklampsie, Thrombo-Embolie) und seelische Gesundheit der Mutter, als auch für die Kinder, da sie ein Geburtsgewicht von 1250 g (Minimumgewicht für eine gute Prognose für die körperliche und geistige Gesundheit) mit hoher Wahrscheinlichkeit so nicht erreichen. Hierfür soll nach Bundesärztekammer zunächst mit allen Mitteln versucht werden, die Schwangerschaft auf drei Föten zu begrenzen. Pro IVF-Zyklus dürfen demnach in Deutschland deshalb maximal drei Embryonen eingesetzt werden. Sollte es trotz aller Vorsicht, z. B. im Rahmen einer Hormontherapie, zu einer höhergradigen Mehrlingsschwangerschaft kommen, besteht die Möglichkeit der Mehrlingsreduktion durch Fetozid (intrauterine Tötung einzelner Föten) des am besten erreichbaren Fötus. Nur bei konkretem Anhalt für eine Gefährdung der Mutter oder der Kinder wäre im Einzelfall eine Reduktion auf unter drei Föten möglich.

### Sozialrechtliche Situation in Deutschland
Bis zum Jahre 2003 kamen die gesetzlichen Krankenkassen für vier volle Behandlungszyklen auf, inzwischen werden nur noch drei zur Hälfte übernommen. Die restlichen Kosten müssen selbst getragen werden. Die Kostenübernahme ist für Patienten in der gesetzlichen Krankenversicherung (GKV) in § 27a SGB V geregelt. Voraussetzungen für eine Kostenübernahme sind: Das Paar muss verheiratet sein; es dürfen ausschließlich Ei- und Samenzellen der Ehegatten verwendet werden; Ehefrau und Ehemann müssen vor Behandlungsbeginn das 25. Lebensjahr vollendet haben; die Ehefrau darf bei Beginn der Behandlung das 40., der Ehemann das 50. Lebensjahr noch nicht vollendet haben; vor Beginn der Behandlung ist der Krankenkasse ein Behandlungsplan zur Genehmigung vorzulegen; zusätzliche Beratung der Ehegatten über die Maßnahmen von einem Arzt, welcher die Behandlung nicht selbst durchführt, über eine solche Behandlung und Überweisung des beratenden Arztes; Bestehen einer hinreichenden Aussicht, dass durch die gewählte Behandlungsmethode eine Schwangerschaft herbeigeführt wird; es darf vorher keine Sterilisation des Mannes oder der Frau durchgeführt worden sein (Ausnahmen bedürfen der Genehmigung der Krankenkasse); und Durchführung eines HIV-Tests. Die Kostenübernahme ist darüber hinaus hinsichtlich der Anzahl der Behandlungsversuche begrenzt: bei der Insemination im Spontanzyklus bis zu achtmal, bei der Insemination nach hormoneller Stimulation bis zu dreimal, bei der In-vitro-Fertilisation bis zu dreimal, beim intratubaren Gameten-Transfer bis zu zweimal, bei der intrazytoplasmatischen Spermieninjektion bis zu dreimal.

### Sozialrechtliche Situation in Österreich
Bei bestimmten Indikationen übernimmt der österreichische IVF-Fonds seit dem Jahr 2000 bei bis zu vier IVF-Behandlungen 70 Prozent der Arzneimittel- und Behandlungskosten. Voraussetzung ist mindestens eine der folgenden medizinischen Indikationen: Beidseitig verschlossene oder sonst dauerhaft funktionsunfähige Eileiter, Endometriose, polyzystische Ovarien (PCO-Syndrom) oder seitens des Mannes Sterilität bzw. schwere männliche Infertilität. Das Paar muss in aufrechter Ehe oder in eheähnlicher Lebensgemeinschaft leben. Zum Zeitpunkt des Beginns des Versuches darf die Frau das 40. Lebensjahr (40. Geburtstag) und der Mann das 50. Lebensjahr (50. Geburtstag) noch nicht vollendet haben. Tritt bei einer Behandlung eine Schwangerschaft bis zur achten Woche ein (Herzschlag muss am Ultraschall ersichtlich sein), dann können wieder bis zu vier Behandlungszyklen beansprucht werden.
Interessanterweise begründet in Österreich auch eine nachgewiesene Eileiterschwangerschaft vier weitere Versuche, nicht jedoch der Abortus vor der 8. SSW.
Des Weiteren ist im Gegensatz zu Deutschland, das die (Blastozysten-)Kultur auch unter den restriktiven Bedingungen des Embryonenschutzgesetzes (ESchG) rechtlich zulässt, in Österreich die weitere Kultivierung aller imprägnierten Eizellen und damit auch aller entstehenden Embryonen sowie die anschließende Embryoselektion erlaubt.

### Sozialrechtliche Situation in der Schweiz
In der Schweiz werden die Kosten für eine In-vitro-Fertilisation nicht von der Krankenkasse übernommen. Einzig bei der Steuererklärung der Frau (des Ehepaars) besteht die Möglichkeit, die gesamten Auslagen als Krankheitskosten geltend zu machen und somit einen kleinen Teil der Ausgaben wieder einzusparen.

## Gesundheitliche und psychische Probleme
Bei den mithilfe von VF-Technologien gezeugten Kindern zeigte sich ein erhöhtes Risiko von organischen Fehlbildungen und funktionellen Veränderungen. Hierzu gehören „Fehlbildungen des Herzens, des muskuloskelettalen und des Zentralnervensystems sowie Frühgeburten und niedrige Geburtsgewichte“.
Der Prozess einer IVF als sehr aufwendige Behandlung im Zuge einer künstlichen Befruchtung (z. B. im Vergleich zur Insemination) ist für beide beteiligten Partner eine starke Belastung.
- Im psychischen Bereich stehen bei Mann und Frau gleichermaßen der – evtl. langjährige – erfolglose Kinderwunsch sowie der Leistungsdruck im Vordergrund. Der Kinderwunsch bzw. dessen Erfüllung liegt vermeintlich sehr nahe. Ohne Schwangerschaft verlaufene Behandlungszyklen können bis hin zu Depressionen führen. Im Extremfall kann die Beziehung auseinanderbrechen.
- Im gesundheitlichen Bereich ist vor allem die Frau betroffen. Die notwendigen, oftmals über Monate oder Jahre andauernden Hormonbehandlungen mit starken Dosen können zu Gemütsschwankungen, Gewichtszunahme, Ödemen, gesteigertem Infarktrisiko etc. führen. Die Entnahme der Eizellen stellt eine Operation mit allen zugeordneten Risiken (Infektion, Verletzung innerer Organe etc.) dar. Die Tatsache, dass auch bei einer vom Mann bedingten Kinderlosigkeit die Frau den körperlichen und medizinischen Hauptaufwand trägt, kann wiederum zu psychischem Druck und partnerschaftlichen Problemen führen.
- Nicht nur für die Kinderwunschpatienten stellt die IVF eine psychische Belastung dar. Psychologen warnen vor späteren psychischen Beeinträchtigungen von im Reagenzglas gezeugten Kindern. Diese haben unter Umständen Schwierigkeiten mit ihrer eigenen Abstammung, wenn bei der IVF auf anonyme Gametenspenden zurückgegriffen wurde. So müssen Eltern bei jedem vierten Kind mit psychischen Auffälligkeiten rechnen.[17]

Trotz dieses Problemkomplexes ist teilweise zu beobachten, dass Paare auch bei anhaltendem Misserfolg immer wieder eine erneute Behandlung auf sich nehmen – mitunter auch auf eigene Kosten.

## Erfolgsaussichten
Die Erfolgsaussichten bei der IVF sind stark von unterschiedlichen Faktoren abhängig, wie z. B. dem Alter der Frau, der Anzahl der befruchteten Eizellen und ähnlichem. Auch die psychische Belastung bei Maßnahmen wie der IVF sollte nicht unterschätzt werden und kann die Erfolgsaussichten beeinflussen. So wurde bei einer Studie an einer israelischen Klinik beobachtet, dass sich der Prozentsatz erfolgreicher In-vitro-Fertilisationen mit dem Besuch von Clowndoktoren von 20 % auf 36 % steigerte.
Unabhängige statistische Untersuchungen werden jährlich im deutschen IVF-Register veröffentlicht. Global lässt sich sagen, dass für ca. 40 Prozent der Paare die IVF erfolgreich verläuft (wobei hierfür mehrere IVF-Zyklen notwendig sind). In Deutschland wird ca. jedes 80. Kind per IVF gezeugt, jedes zehnte Paar benötigt ärztliche Unterstützung bei der Erfüllung des Kinderwunsches.
Untersuchungen im Bereich der Epigenetik ergaben, dass Kinder aus IVF theoretisch eine leicht erhöhte Wahrscheinlichkeit haben, an genetisch bedingten Störungen zu erkranken. Die vermuteten Zahlen konnten in der Praxis zum Teil nachvollzogen werden. So erkranken Kinder, die durch eine künstliche Befruchtung gezeugt wurden, drei- bis sechsmal häufiger am sehr seltenen Größenwuchs-Syndrom (Proteus-Syndrom) als natürlich gezeugte Kinder. Eine im März 2012 publizierte Schweizer Studie zeigte erstmals auf, dass Kinder, die mittels künstlicher Befruchtung zur Welt gekommen sind, signifikant mehr vaskuläre Funktionsstörungen aufweisen. 2018 konnte eine weitere Studie an bereits jungen Erwachsenen zeigen, dass 16 % von ihnen von Bluthochdruck betroffen waren.

## Wirtschaftliche Aspekte
In Deutschland gibt es rund 125 Kliniken und Fachzentren, die In-vitro-Fertilisationen anbieten. Sie führen jährlich etwa 70.000 Behandlungen durch, wobei eine Behandlung im Schnitt etwa 4.000 Euro kostet. So waren es 2016 bereits mehr als 90.000 Behandlungen, Tendenz weiterhin steigend. 2007 wurden 11.500 Kinder nach künstlicher Befruchtung geboren. Die weltweiten Aufwendungen für In-vitro-Fertilisation wurden im Jahr 2010 auf 6 Milliarden Euro pro Jahr geschätzt. Davon entfallen circa 2,4 Milliarden Euro auf die USA und 300 Millionen Euro auf Deutschland, was insgesamt etwa 0,1 % aller Gesundheitsausgaben in Deutschland ausmacht. Etwa ein Viertel des Umsatzes entfällt auf Fruchtbarkeitsmedikamente; bei diesen ist die Merck KGaA aus Darmstadt Weltmarktführer. Der Geschäftsbereich Fruchtbarkeit von Merck steuerte 2009 mit einem Umsatz von 600 Millionen Euro etwa ein Zehntel des gesamten Pharmageschäfts von Merck bei. Merck ist damit auch das einzige Pharmaunternehmen, für das die Reproduktionsmedizin eine nennenswerte Rolle spielt.

### Kosten und Finanzierung in Österreich
Ein Anbieter von IVF – und intracytoplasmatischen Spermieninjektion (ICSI) – in Wien verrechnet Kosten von rund 2700 Euro im Fall von Frauen unter 35 Jahren oder 2900 Euro bei 35–40-Jährigen. ICSI ist jeweils etwa 10 % teurer. Diese Beträge gelten ohne Steuern. Die Leistungen inkludieren Beratung, Medikamente und die IVF bis hin zur Feststellung oder auch Nicht-Feststellung einer Schwangerschaft. (Stand November 2018)
Liegen bestimmte medizinischen Indikationen vor, etwa entfernte oder funktionsunfähige Eileiter (ausgenommen als Folge einer beabsichtigten Eileiterunterbindung), so übernimmt seit dem Inkrafttreten des IVF-Fondsgesetzes mit 1. Jänner 2000 (zuletzt 2018 geändert) der beim Bundesministerium für Arbeit, Soziales, Gesundheit und Konsumentenschutz (BMASGK) eingerichtete IVF-Fonds unter bestimmten Bedingungen 70 % der anfallenden Kosten. Derart kofinanzierte IVF-Versuche werden anonymisiert im IVF-Register statistisch erfasst, für das Jahr 2017 10.216 Versuche.
Es gibt 29 Vertragszentren laut IVF-Fonds-Gesetz, davon 22 private und 7 öffentliche, in 6 Bundesländern (nicht in: Bgld., Ktn., NÖ).

## Vertauschung von zwei Embryos in derselben Familie
Laut ORF, der Spiegel zitiert, ist es im Jahr 1990 in einer Kinderwunschpraxis in Österreich zu zwei Vertauschungen von zwei unterschiedlichen Embryos in derselben Familie gekommen. Diese wurden 2014 durch einen Abgleich von DNA-Analysen zwischen austragender Mutter und IVF-Kind entdeckt. Das Ehepaar, welches im Juli 1990 in Österreich in einer Kinderwunschklinik war und aus deren Behandlung die erste Tochter hervorgeht, stellte mittels DNA-Test fest, dass es sich nicht um ihre biologische Tochter handelt. Weiterhin ist die zweite Behandlung, welche im Januar 1992 ebenfalls in Österreich bei demselben Arzt stattgefunden hat und aus der eine zweite Tochter hervorgeht, die biologische Mutter des Kindes, der Vater ist jedoch auch nicht der Vater der zweiten Tochter. Beide Kinder sind noch immer auf der Suche nach ihren biologischen Eltern. Die Auswirkungen eines derartigen Vertauschungsvorfalls sind sowohl in tatsächlicher als auch rechtlicher Hinsicht immens.